# Mokrin (priimek)
Mokrin je priimek več znanih Slovencev:
- Vida Mokrin Pauer (*1961), pesnica in pisateljica